# Walter Dietrich
Walter Dietrich (n. 15 ianuarie 1944, Yunnan, Republica Populară Chineză) este un teolog evanghelic german, profesor emerit de Vechiul Testament la Universitatea din Berna. Walter Dietrich este senator de onoare al Universității Lucian Blaga din Sibiu.

## Scrieri
- Prophetie und Geschichte. Eine redaktionsgeschichtliche Untersuchung zum deuteronomistischen Geschichtswerk. Göttingen 1972 (FRLANT 108)
- Jesaja und die Politik. München 1976 (BEvTh 74)
- Israel und Kanaan. Vom Ringen zweier Gesellschaftssysteme. Stuttgart 1979 (SBS 94)
- David, Saul und die Propheten. Das Verhältnis von Religion und Politik nach den prophetischen Überlieferungen vom frühesten Königtum in Israel. Stuttgart 1987 (BWANT 122), 2. Aufl. 1992
- Die Josephserzählung als Novelle und Geschichtsschreibung. Zugleich ein Beitrag zur Pentateuchfrage. Neukirchen-Vluyn 1989 (BThSt 14)
- Die Samuelbücher [în colaborare cu Thomas Naumann], Darmstadt 1995 (EdF 287)
- Die dunklen Seiten Gottes. Bd. 1: Willkür und Gewalt [în colaborare cu Christian Link], Neukirchen-Vluyn, 5. Auflage 2009
- Die dunklen Seiten Gottes. Bd. 2: Allmacht und Ohnmacht [în colaborare cu Christian Link], Neukirchen-Vluyn, 3. Auflage 2009
- Die frühe Königszeit in Israel. 10. Jahrhundert v. Chr. Stuttgart 1997 (Biblische Enzyklopädie 3); englisch: „The Early Monarchy in Israel“, Atlanta 2007/Leiden 2007
- Von David zu den Deuteronomisten. Studien zu den Geschichtsüberlieferungen des Alten Testaments, Stuttgart 2002 (BWANT 156)
- Theopolitik. Studien zur Theologie und Ethik des Alten Testaments. Neukirchen-Vluyn 2002
- David – ein Königsweg. Psychoanalytisch-theologischer Dialog über einen biblischen Entwicklungsroman. [în colaborare cu Hans-Jürgen Dallmeyer], Göttingen 2002
- Gewalt und Gewaltüberwindung in der Bibel. [în colaborare cu Moisés Mayordomo], Zürich 2005
- David. Der Herrscher mit der Harfe. Leipzig 2006 (Biblische Gestalten 14)
- Begegnungen – Belastungen – Bewegungen. Berner Münsterpredigten. Basel 2009
- Ambivalenzen erkennen, aushalten und gestalten. Eine neue interdisziplinäre Perspektive für theologisches und kirchliches Arbeiten. [în colaborare cu Kurt Lüscher și Christoph Müller], Zürich 2009
- Samuel. (Biblischer Kommentar zum Alten Testament 8, Band 1 [1Samuel 1–12]), Neukirchen-Vluyn 2011
- Samuelbücher im deuteronomistischen Geschichtswerk (BWANT 201), Stuttgart 2012
- Gottes Einmischung. Studien zur Theologie und Ethik des Alten Testaments II, Neukirchen-Vluyn 2013
- Konzise und aktualisierte Ausgabe des Hebräischen und Aramäischen Lexikons zum Alten Testament [în colaborare cu Samuel Arnet], Leiden/Boston 2013
- Nahum-Habakuk-Zefanja (Internationaler Exegetischer Kommentar zum Alten Testament), Stuttgart 2014
- Die Entstehung des Alten Testaments [colectiv de autori], Stuttgart 2014
- Samuel. (Biblischer Kommentar zum Alten Testament 8, Band 2 [1Samuel 13–26]), Neukirchen-Vluyn 2015